# Geronimo (película de 1962)
Geronimo es una película de 1962 protagonizada por Chuck Connors y dirigida por Arnold Laven. 

## Sinopsis
De acuerdo a la trama, Gerónimo (Connors), un nativo apache, decide rendirse con los suyos ante las autoridades estadounidenses a cambio de comida y tierras donde vivir. Sin embargo, con el tiempo las promesas gubernamentales son ignoradas y el jefe apache decide huir con su gente a México y declarar la guerra contra el ejército de la nación.

## Actores
- Chuck Connors como Gerónimo.
- Kamala Devi como Teela.
- Pat Conway como Capitán William Maynard.
- Armando Silvestre como Natchez.
- Adam West como Teniente John Delahay.
- Lawrence Dobkin como General George A. Crook
- Ross Martin como Mangas.
- Denver Pyle como Senador Conrad.
- Eduardo Noriega como Coronel Morales.
- John Anderson como Jeremiah Burns.
- Endid Jaynes como Huera.
- Nancy Rodman como Sra. Marsh.
- Amanda Ames como Sra. Burns.